# Gnozja
Gnozja (z gr. gnosis – wiedza) – zdolność do rozpoznawania np. kształtów, wielkości, temperatury danych przedmiotów; tzw. "widzenie ręczne". Szczególnie dobrze rozwinięta jest u osób niewidomych.
Szczególnym przypadkiem gnozji jest gnozja palców.